# Petr Chalupa (kněz)
Petr Chalupa (* 21. července 1954 Olomouc) je římskokatolický kněz, biblista, starozákonní exegeta, překladatel. Je ředitelem Českého katolického biblického díla od roku 1997 do současnosti. Věnuje se popularizaci Bible, připravuje přednášky, školení pro lektory a praktickou práci s Biblí pro širokou veřejnost. Od roku 1990 vyučoval na teologické fakultě v Olomouci. V letech 2003–2006 byl jejím děkanem, v letech 2000–2003 a 2008-2018 zastával funkci proděkana pro studijní záležitosti.

## Dílo (monografie)
- Seznam děl v Souborném katalogu ČR, jejichž autorem nebo tématem je Petr Chalupa (kněz)
- Královna Ester : kniha Ester v pohledu synchronním a diachronním, Svitavy : Trinitas – Řím : Křesťanská akademie, 1999. ISBN 80-86036-26-X
- Dynamika smlouvy v deuteronomistickém zpracování dějin : historické pozadí, projevy a další působení, Olomouc : Univerzita Palackého v Olomouci, 2008. ISBN 978-80-244-2143-8